# Ади-Текелезан (район)
Ади-Текелезан (тигринья ንኡስ ዞባ ዓዲ ተከሌዛን) — район в северо-западной провинции (зобе) Ансэба в Эритрее. Административный центр находится в городе Ади-Текелезане.